# Coreso sacrificándose para salvar a Calírroe
Coreso sacrificándose para salvar a Calírroe es una pintura del artista del Rococó francés Jean-Honoré Fragonard, creada en 1765. Describe al sumo sacerdote Coreso hundiendo un cuchillo en su cuerpo, sacrificándose para salvar a su amada Calírroe, que se ha desmayado. La pintura fue exhibida en el Salón de 1765 ganando el favor general y obteniendo Fragonard la entrada a la Academia Real. Se encuentra en el Museo del Louvre de París. El boceto preparatorio se conserva en el Museo de Bellas Artes de Angers y un ricordo en la Real Academia de Bellas Artes de San Fernando en Madrid, proveniente de la colección de Manuel Godoy. Más tarde, Fragonard creó un boceto suelto a tiza de la misma escena pero a una escala más pequeña. Este dibujo está actualmente en la colección del Museo Metropolitano de Arte, Nueva York.

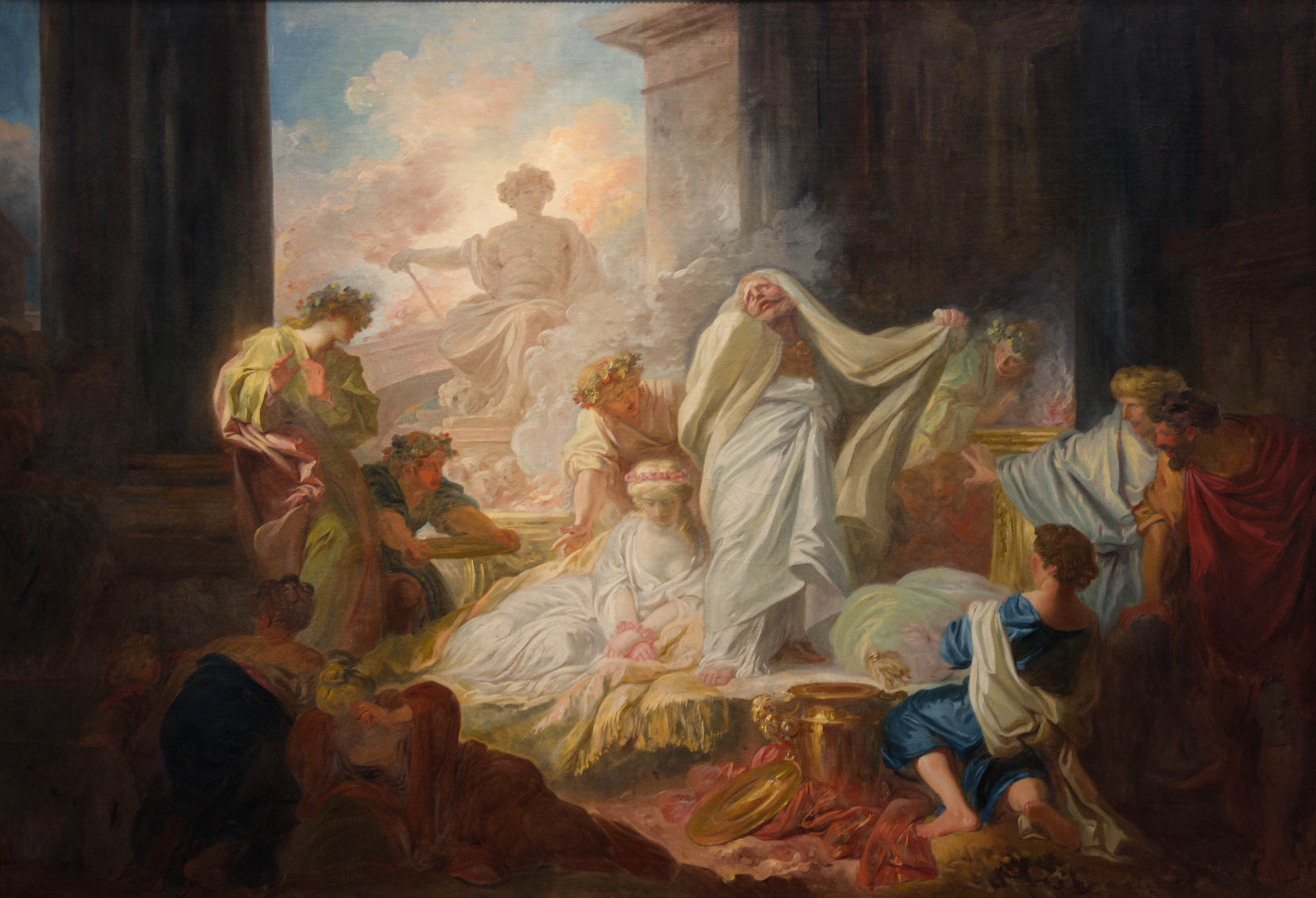
Boceto preparatorio, Museo de Bellas Artes de Angers
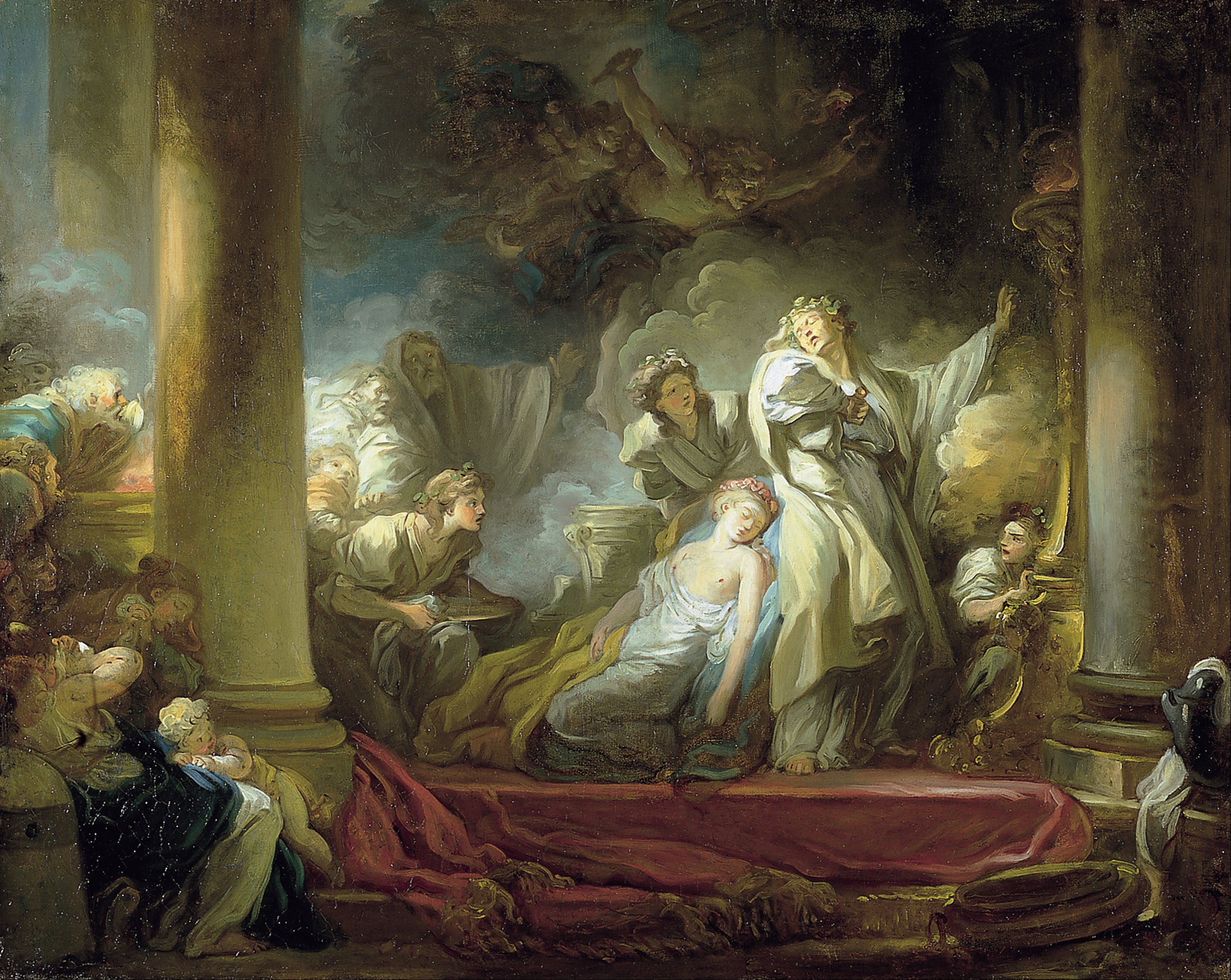
Ricordo, Real Academia de Bellas Artes de San Fernando